# فريق استجابة كوفيد-19 من كلية امبيريال في لندن

## فريق استجابة كوفيد-19 من كلية امبيريال فيلندن(بالإنجليزية: Imperial College COVID-19 Response Team)
فريق استجابة كوفيد-19 من كلية امبيريال في لندن هو فريق أزمات علمي واستشاري معد من قبل كلية امبيريال في لندن خلال كليتها الطبية لدراسة جائحة فيروس كورونا 2019-20 ونصح الحكومة في إنجلترا. في 16 مارس 2020, أنتج فريق استجابة كوفيد-19 بحث توقعات لسيناريوهات مختلفة لانتشار المرض في المملكة المتحدة والاولايات المتحدة. أظهرت توقعاتهم، دون أي تخفيف، قدرات الرعاية الصحية المحلية التي طغت عليها موجة الوباء إلى حد كبير. تمت التوصية بدورات زمنية من الحجر الصحي تتبع ببعد اجتماعي أكثر ليونة، على ان يكون تأثير الحجر الصحي فعال في ثلثي الوقت. تم نشر دراسة عن 11 دولة أوروبية في 30 مارس. تم نشر دراسة عن 11 دولة أوروبية في 30 مارس. قدمت هذه الدراسات تقديرات للوضع حتى 28 مارس (حيث تمت ملاحظة الوضع ونمذجته) , وتوقعات ل 31 مارس أخذين بعين الاعتبار التوقعات الحالية، عدم اتخاذ الاجراءات والفرق. كما قدمت قائمة بسياسات الحكومة ومواعيدها المطلقة. انتج فريق كوفيد-19 14 تقرير حتى 9أبريل.

## التقارير
| تقارير كوفيد-19 | تقارير كوفيد-19 | تقارير كوفيد-19                                                                                            |
| التقرير         | التاريخ         | العنوان والرابط                                                                                            |
| --------------- | --------------- | --- |
| 14              | 2020-04-03      | مشاركة المجتمع عبر الإنترنت في بحث: كوفيد-19 والاستجابة لتفشي المرض: بعد نظر مبكر من منظور المملكة المتحدة |
| 13              | 2020-03-30      | تقدير عدد الإصابات وتأثير التدخلات غير الصيدلانية على كوفيد-19 في 11 دولة أوروبية                          |
| 12              | 2020-03-26      | التأثير العالمي لكوفيد-19 واستراتيجيات التخفيف والكبح                                                      |
| 11              | 2020-03-24      | دليل على النجاح الأولي للصين للخروج من سياسة التباعد الاجتماعي كوفيد-19 بعد تحقيق احتواء الفيروس           |
| 10              | 2020-03-20      | استجابة الجمهور لتوصيات حكومة المملكة المتحدة بشأن كوفيد-19: مسح السكان، 17-18 أذار 2020                   |
| 9               | 2020-03-16      | أثر التدخلات غير الصيدلانية (NPIs) للحد من وفيات كوفيد-19 والطلب على الرعاية الصحية                        |
| 8               | 2020-03-11      | تطور أعراض كوفيد-19                                                                                        |
| 7               | 2020-03-09      | تقدير انتشار العدوى في مدينة ووهان من رحلات الاعادة للوطن                                                  |
| 6               | 2020-02-21      | الحساسية النسبية للمراقبة الدولية                                                                          |
| 5               | 2020-02-15      | التحليل الوراثي للسارس-كوف-2                                                                               |
| 4               | 2020-02-10      | شدة فيروس كورونا الجديد (nCoV) لعام 2019                                                                   |
| 3               | 2020-01-25      | قابلية انتقال 2019-nCoV                                                                                    |
| 2               | 2020-01-22      | تقدير العدد الإجمالي المحتمل لحالات فيروس كورونا الجديدة (2019-nCoV) في مدينة ووهان، الصين                 |
| 1               | 2020-01-17      | تقدير العدد الإجمالي المحتمل لحالات فيروس كورونا الجديدة (2019-nCoV) في مدينة ووهان، الصين                 |

## تقديرات

### تقديرات 11 دولة أوروبية في 28 مارس 2020
| عدد السكان المصابين حسب البلد                                                                            | عدد السكان المصابين حسب البلد | عدد السكان المصابين حسب البلد | عدد السكان المصابين حسب البلد | عدد السكان المصابين حسب البلد | عدد السكان المصابين حسب البلد                 | عدد السكان المصابين حسب البلد                 |
| |                               | توقعات نوذج الICCRT لأذار 28  | توقعات نوذج الICCRT لأذار 28  | توقعات نوذج الICCRT لأذار 28  | مؤكد من قبل مختبر منظمة الصحة العالمية أذار29 | مؤكد من قبل مختبر منظمة الصحة العالمية أذار29 |
| البلد | عدد السكان                    | عدد المصابين (95% النطاق)     | عدد المصابين (المتوسط %)      | الحالات (est.)                | الحالات                                       | المكتشف (% من عدد السكان.)                    |
| --- | ----------------------------- | ----------------------------- | ----------------------------- | ----------------------------- | --------------------------------------------- | --------------------------------------------- |
| استراليا                                                                                                 | 8,999,973                     | 0.36%-3.1%                    | 1.1%                          | 99000                         | 8291                                          | 0.09%                                         |
| بلجيكا                                                                                                   | 11,579,502                    | 1.3%-9.7%                     | 3.7%                          | 428400                        | 9134                                          | 0.08%                                         |
| الدينمارك                                                                                                | 5,785,741                     | 0.40%-3.1%                    | 1.1%                          | 63600                         | 2201                                          | 0.04%                                         |
| فرنسا | 65,227,357                    | 1.1%-7.4%                     | 3.0%                          | 1956800                       | 37145                                         | 0.06%                                         |
| المانيا                                                                                                  | 83,792,987                    | 0.28%-1.8%                    | 0.72%                         | 603300                        | 52547                                         | 0.06%                                         |
| إيطاليا                                                                                                  | 60,496,082                    | 3.2%-26%                      | 9.8%                          | 5928600                       | 92472                                         | 0.15%                                         |
| النرويج                                                                                                  | 5,407,670                     | 0.09%-1.2%                    | 0.41%                         | 22200                         | 3845                                          | 0.07%                                         |
| اسبانيا                                                                                                  | 46,767,543                    | 3.7%-41%                      | 15%                           | 7015100                       | 72248                                         | 0.15%                                         |
| السويد                                                                                                   | 10,081,948                    | 0.85%-8.4%                    | 3.1%                          | 312500                        | 3447                                          | 0.03%                                         |
| سويسرا                                                                                                   | 8,637,694                     | 1.3%-7.6%                     | 3.2%                          | 276400                        | 13152                                         | 0.15%                                         |
| إنجلترا                                                                                                  | 67,803,450                    | 1.2%-5.4%                     | 2.7%                          | 1830700                       | 17093                                         | 0.03%                                         |
| ملاحظة: أبلغت منظمة الصحة العالمية عن حالات مؤكدة مختبريًا في 29 مارس، الساعة 10 صباحًا بتوقيت وسط أوروبا. |                               |                               |                               |                               |                                               |                                               |

### تقديرات العالم لثلاث استراتيجيات
| التأثير المقدر لاستراتيجيات القمع على مدى 250 يومًا لثلاث استراتيجيات مختلفة. | التأثير المقدر لاستراتيجيات القمع على مدى 250 يومًا لثلاث استراتيجيات مختلفة. | التأثير المقدر لاستراتيجيات القمع على مدى 250 يومًا لثلاث استراتيجيات مختلفة. | التأثير المقدر لاستراتيجيات القمع على مدى 250 يومًا لثلاث استراتيجيات مختلفة. | التأثير المقدر لاستراتيجيات القمع على مدى 250 يومًا لثلاث استراتيجيات مختلفة. | التأثير المقدر لاستراتيجيات القمع على مدى 250 يومًا لثلاث استراتيجيات مختلفة. | التأثير المقدر لاستراتيجيات القمع على مدى 250 يومًا لثلاث استراتيجيات مختلفة. |
|                                                                              | السيناريو الكامل                                                             | السيناريو الكامل                                                             | القمع على 0ز2 من الوفيات/100,000/الاسبوع                                     | القمع على 0ز2 من الوفيات/100,000/الاسبوع                                     | القمع على 1.6 من الوفيات/100,000/الاسبوع                                     | القمع على 1.6 من الوفيات/100,000/الاسبوع                                     |
|                                                                              | عدد المصابين                                                                 | عدد الوفيات                                                                  | عدد المصابين                                                                 | عدد الوفيات                                                                  | عدد المصابين                                                                 | عدد الوفيات                                                                  |
| ---------------------------------------------------------------------------- | ---------------------------------------------------------------------------- | ---------------------------------------------------------------------------- | ---------------------------------------------------------------------------- | ---------------------------------------------------------------------------- | ---------------------------------------------------------------------------- | ---------------------------------------------------------------------------- |
| شرق آسيا والمحيط الهادئ                                                      | 2,117,131,000                                                                | 15,303,000                                                                   | 92,544,000                                                                   | 442,000                                                                      | 632,619,000                                                                  | 3,315,000                                                                    |
| أوروبا وآسيا الوسطى                                                          | 801,770,000                                                                  | 7,276,000                                                                    | 61,578,000                                                                   | 279,000                                                                      | 257,706,000                                                                  | 1,397,000                                                                    |
| أمريكا اللاتينية والبحر الكاريبي                                             | 566,993,000                                                                  | 3,194,000                                                                    | 45,346,000                                                                   | 158,000                                                                      | 186,595,000                                                                  | 729,000                                                                      |
| الشرق الأوسط وشمال إفريقيا                                                   | 419,138,000                                                                  | 1,700,000                                                                    | 30,459,000                                                                   | 113,000                                                                      | 152,262,000                                                                  | 594,000                                                                      |
| شمال أمريكا                                                                  | 326,079,000                                                                  | 2,981,000                                                                    | 17,730,000                                                                   | 92,000                                                                       | 90,529,000                                                                   | 520,000                                                                      |
| جنوب آسيا                                                                    | 1,737,766,000                                                                | 7,687,000                                                                    | 111,703,000                                                                  | 475,000                                                                      | 629,164,000                                                                  | 2,693,000                                                                    |
| أفريقيا جنوب الصحراء الكبرى                                                  | 1,044,858,000                                                                | 2,483,000                                                                    | 110,164,000                                                                  | 298,000                                                                      | 454,968,000                                                                  | 1,204,000                                                                    |
| المجموع                                                                      | 7,013,734,000                                                                | 40,624,000                                                                   | 469,523,000                                                                  | 1,858,000                                                                    | 2,403,843,000                                                                | 10,452,000                                                                   |

## أنظر أيضا إلى
- نيل فيرجسون